# Armada Imperial de Manxukuo
L'Armada Imperial de Manchukuo (xinès: 満州帝國海軍, en pinyin: Mǎnzhōu Dìguó Hǎijūn) va ser la marina de guerra de l'estat titella japonès de Manxukuo. Com que Manxukuo era un estat en gran manera sense litoral, la direcció de l'Exèrcit japonès va considerar que el desenvolupament d'una marina manxú tenia una prioritat militar molt baixa, malgrat que era políticament convenient crear almenys una força nominal com a símbol de la legitimitat del nou règim.

## Història

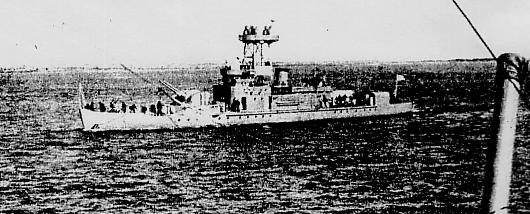
Destructor Hai Feng.

Quan l'Exèrcit Imperial japonès va envair Manxúria l'any 1931, van ser acompanyats per un destacament de l'Armada Imperial Japonesa, que va donar suport a la defensa costanera. Tanmateix, el principal requisit de guerra, per Manxúria va ser la defensa del seu extens sistema de rius fronterers amb la Unió Soviètica. Immediatament després de l'Incident de Mukden de 1931, la Flota Naval Japonesa, l'Esquadró nord-est sota el comandament de Shen Hung-Lieh i el comandant de la Flota Hsien Kung-che es van reunir amb el ministre de Manxukuo Yin Tsu-Ch'ien i van acordar lliurar a l'Armada manxú cinc vaixells de guerra fluvial. Aquesta flota va formar el nucli de la Flota de Defensa del riu Sungari (江防 舰队) en el marc de l'Estat de Manxúria.
L'Armada Imperial de Manxukuo es va establir formalment el 15 d'abril de 1932, per la proclamació de la "Llei de les Forces Armades Manxús" per part de l'Emperador Pu Yi, qui també va assumir el paper de comandant suprem. El vaixell almirall de la flota era el destructor Hai Wei, un destructor de classe Momo de l'Armada Imperial Japonesa. Tanmateix, la defensa costanera de Manxukuo va romandre en mans de la Marina Imperial Japonesa. La Flota Sungari s'activa en el Riu Sungari, el Riu Amur i el Riu Ussuri, a partir de 1933, i va rebre patrulleres addicionals del Japó. Tanmateix, l'armada manxú va resultar completament inadequada durant la pacificació de Manxukuo, i el comandament japonès va crear nombrosos programes de formació, en un intent d'augmentar les seves capacitats. Ofiacials en la reserva militar japonesos van ser assignats a la Flota del Sungari, i els cadets navals de Manxukuo van ser enviats a fer estudis de navegació i artilleria en l'Acadèmia de la Marina Imperial Japonesa.
El novembre de 1938, les unitats de la Marina Imperial del Japó van ser retirades de Manxukuo, aparentment perquè els nivells de formació de l'Armada Imperial de Manxukuo s'havia elevat a nivells acceptables, però en realitat a causa del conflicte polític en curs entre l'exèrcit i la marina japonesa sobre qui tenia el control de Manxúria. El novembre de 1939, l'Armada japonesa va fer-se oficialment amb el control de l'Armada Imperial de Manxukuo, i aquesta va passar a anomenar-se Grup de Riu (江上军).
En arribar l'any 1942, la major part del personal japonès que servia amb el Grup de Riu es van retirar també. Com que la meitat dels seus oficials eren japonesos, aquest fet va deixar una enorme bretxa en les capacitats i en el rendiment del Grup de Riu, de manera que aquest grup es va deteriorar ràpidament. Molts vaixells es va convertir en inoperables, i els seus canons antiaeris van ser desmuntats i utilitzats en les operacions terrestres. En el moment de la invasió soviètica de Manxúria, el Grup de Riu va ser completament aniquilat sense tenir prou preparació per al combat, i es va desintegrar davant de l'avanç de les forces soviètiques.

## Unitats de l'Armada Imperial de Manchukuo

### Forces de defensa costanera
- Caserna general: Base naval de Yingkou, Fengtieng
- Base secundària: Base naval de Hulutao, Fengtieng
  - Vaixell almirall: DD Hai Wei
- Segona Divisió de patrulla (mar)
  - YP Hai Lung
  - YP Hai Feng
  - YP Li Sui
  - YP Lin Chi
- 3a Divisió de patrulla (mar)
  - YP Kuan Ning
  - YP Kuan Ching
  - YP Chian Tung
- 4a Divisió de patrulla (mar)
  - YP Hai Kuang
  - YP Hai Jui
  - YP Hai Jung
  - YP Hai Hua
- 5a Divisió de patrulla (mar)
  - YP Daichii
  - YP Kaihen
  - YP Kaini
  - YP Ta Tung
  - YP Li Ming

### Patrulla de defensa fluvial de l'Armada de Manchukuo
- Base de Yingkou i Antung, Fengtieng
- Primera divisió de Patrulla (rioi Sungari)
  - PR Ting Pien
  - PR Ching Hen
  - PR Shun Tien
  - PR Yan Ming